# Mansar
Mansar là một thị trấn thống kê (census town) của quận Nagpur thuộc bang Maharashtra, Ấn Độ.

## Địa lý
Mansar có vị trí 21°24′B 79°15′Đ / 21,4°B 79,25°Đ Nó có độ cao trung bình là 471 mét (1545 feet).

## Nhân khẩu
Theo điều tra dân số năm 2001 của Ấn Độ, Mansar có dân số 6458 người. Phái nam chiếm 50% tổng số dân và phái nữ chiếm 50%. Mansar có tỷ lệ 69% biết đọc biết viết, cao hơn tỷ lệ trung bình toàn quốc là 59,5%: tỷ lệ cho phái nam là 76%, và tỷ lệ cho phái nữ là 61%. Tại Mansar, 13% dân số nhỏ hơn 6 tuổi.